# إس. واي لي
إس. واي لي (بالصينية: 李诗颖) (و. 1922 – 2018 م) هو فيزيائي، ومخترع، وأستاذ جامعي، ومهندس، وشخصية أعمال صيني، ولد في بكين، كان عضوًا في الأكاديمية الوطنية للهندسة، توفي في لينكولن، عن عمر يناهز 96 عاماً.

## التعليم
تعلم في معهد ماساتشوستس للتكنولوجيا، وتعلم في جامعة تسينغ - هوا
.